# Martine Beaulne
Martine Beaulne est une comédienne et metteure en scène québécoise, née à Montréal (Québec), au Canada, le 25 mars 1952.

## Famille
Elle est la fille du metteur en scène et comédien Guy Beaulne (1921-2001) et la petite-fille du directeur artistique Léonard Beaulne (1887-1947).

## Biographie
À sa sortie du Conservatoire d'art dramatique de Montréal en 1975, elle s’associe au Théâtre Parminou, avec lequel elle travaille pendant neuf ans. Elle participe à la création de plus de vingt-cinq spectacles présentés au Canada, en France et en Afrique.
C'est au début des années 1990 qu'elle s'intéresse à la mise en scène. Elle en a depuis signé plus d'une cinquantaine.  Si elle aborde à l'occasion le répertoire classique (Goldoni, Molière, Shakespeare), elle monte surtout des dramaturges contemporains et signe aussi un certain nombre de créations québécoises.  En 1993, sa production de la comédie La Locandiera, de Carlo Goldoni, avec Sylvie Drapeau dans le rôle principal, connait un grand succès critique et populaire.  Elle connait un autre beau succès en 1995 avec la reprise de Albertine, en cinq temps de Michel Tremblay.
En 2000, avec André Melançon, elle co-réalise l’adaptation télévisuelle de sa mise-en-scène d'Albertine, en cinq temps. Pour son travail, elle reçoit le grand prix du public Loto-Québec ainsi que celui du Conseil des Arts de la CUM, section théâtre. Elle remporte également deux prix Gémeaux.
En 2007, Martine Beaulne signe la mise-en-scène de la comédie dramatique Avaler la mer et les poissons, premier texte à quatre mains écrit par les actrices Sylvie Drapeau et Isabelle Vincent.  Sur une période de quatre ans, la pièce connait 130 représentations.

## Point de vue critique
Selon Raymond Bertin, « sa vision, marquée par l'engagement social et l'esprit festif de l'art populaire, tient dans une écriture scénique orchestrant les divers langages théâtraux : musique et lumière, théâtre d'ombre, marionnette, poésie, passés par le filtre sensible de l'acteur ».

## Théâtre
Mise en scène
- 1990 :  Clair de ville de Vincent Beaulne, opéra pour enfants, Productions Le Pipeau
- 1990 : L'Arbre des tropiques de Yukio Mishima, Théâtre de la Veillée

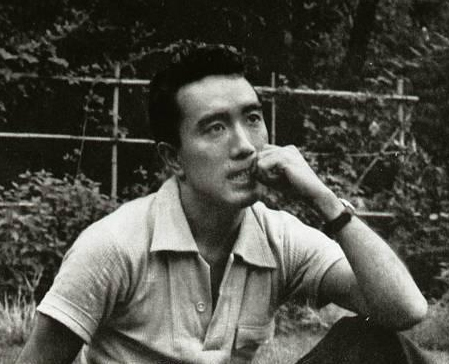
Yukio Mishima

- 1991 : Les Cinq Nô modernes de Yukio Mishima, Centre national des Arts à Ottawa
- 1991 : Don Juan de Milosz, Théâtre de la Veillée
- 1991 : Service non compris de Darlene Craviotto, Théâtre de la Pulperie de Chicoutimi
- 1992 : Pierre ou la Consolation de Marie Laberge, Café de la Place
- 1993 : Désir sous les ormes de Eugene O'Neill, Théâtre Populaire du Québec
- 1993 : Marina, le dernier rose aux joues de Michèle Magny, Théâtre d'Aujourd'hui (création)
- 1993 : La Locandiera de Carlo Goldoni, traduction de Marco Micone, Théâtre du Nouveau Monde
- 1995 : Les Années de Cindy Lou Johnson, Théâtre de quat'sous
- 1995 : Albertine, en cinq temps de Michel Tremblay, Espace Go
- 1996 : Jacques et son maître de Milan Kundera, Centre national des Arts
- 1998 : Ogre de Larry Tremblay, Théâtre d'Aujourd'hui (création)
- 1998 : Une tache sur la lune de Marie-Line Laplante, Théâtre de quat'sous (création)
- 1999 : Roméo et Juliette de Shakespeare, Théâtre du Nouveau Monde
- 1999 : Le vrai monde ? de Michel Tremblay, Théâtre du Rideau Vert
- 2000 : Dom Juan de Molière, Théâtre du Nouveau Monde
- 2001 : Le Monument de Colleen Wagner, traduction de Carole Fréchette, Théâtre La Licorne
- 2002 : L'ouvre-boîte de Victor Lanoux, La Compagnie Jean Duceppe
- 2004 : Un carré de ciel de Michèle Magny, Théâtre d'Aujourd'hui (création)
- 2005 : Top Girls de Caryl Churchill, Espace Go (production francophone)
- 2006 : Blue Heart de Caryl Churchill, Espace Go (production francophone)
- 2007 : Le Doute de John Patrick Shanley, La Compagnie Jean Duceppe
- 2007 : Avaler la mer et les poissons de Sylvie Drapeau et Isabelle Vincent, Théâtre La Licorne (création)
- 2008 : TouteFemme de Péter Kárpáti, Espace Go (création en français)
- 2009 : Le Déni d'Arnold Wesker, Compagnie Jean Duceppe
- 2010 : Les Saisons de Sylvie Drapeau et Isabelle Vincent, Espace Go (création)
- 2011 : Cantate de guerre de Larry Tremblay, Théâtre d'Aujourd'hui (création)
- 2012 :  Madame de Sade de Yukio Mishima, Théâtre du Trident
- 2013 : Les Muses orphelines de Michel Marc Bouchard, Compagnie Jean Duceppe
- 2015 : Race de David Mamet, Compagnie Jean Duceppe
- 2018 : Svadba, Opéra de chambre a cappella d’Ana Sokolovic, Espace Go
- 2018 : Le Chemin des Passes-Dangereuses de Michel Marc Bouchard, Compagnie Jean Duceppe
- 2020 : La Maladie de la mort de Marguerite Duras, Théâtre Prospéro

Comédienne
- 1989-1991 : Improvisatrice pour l'équipe des Verts de la LNI
- 1998 : Mort accidentelle d'un anarchiste de Dario Fo, rôle : la journaliste, le gardien, m.e.s. de Denise Agiman, Théâtre de Quat'sous
- 2000-2001 : Transit, no 20 d'Alexis Martin, rôle : Leni Riefenstahl, Marie Cardinal, la paysanne, m.e.s. d'Alexis Martin, Espace Libre
- 2008 : Manifeste !, rôle : une lectrice, m.e.s. de Gary Boudreault, Centre national des Arts du Canada

## Télévision
Mise en scène
- 2000 : Albertine, en cinq temps de Michel Tremblay, réalisé par André Melançon

Comédienne
- 1990 : Jeux de société, rôle : la journaliste, SRC
- 1992-1995 : Watatatow, rôle : Odile Cusson, Vivaclic, SRC
- 1996 : Le Volcan tranquille, rôle : la religieuse, SRC

## Écriture
- 2004 : Le passeur d'âmes, éditions Léméac, collection Écritoire
- 2012 : Voir de l'intérieur, co-écrit avec Sylvie Drapeau, éditions Dramaturges

## Prix et distinctions
- 1996 : Grand prix du public Loto-Québec, soirée des Masques, Albertine, en cinq temps
- 2000 : Gémeaux, gala des prix Gémeaux, meilleure émission dramatique, Albertine, en cinq temps
- 2000 : Gémeaux, gala des prix Gémeaux, meilleure réalisation : émission dramatique, Albertine, en cinq temps